# Gene Lake
Gene Lake (* 12. Januar 1966 in St. Louis) ist ein amerikanischer Schlagzeuger.

## Leben und Wirken
Lake stammt aus einer musikalischen Familie und wurde schon früh von der Black Artists Group beeinflusst; sein Vater ist der Saxophonist Oliver Lake. Er wuchs in St. Louis und eine kurze Zeit auch in Paris auf, um dann mit 14 Jahren nach New York zu ziehen, wo er die High School of Music and Arts besuchte. Anschließend studierte er in Boston am Berklee College of Music, um dann nach Brooklyn zurückzukehren.
Lake spielte bereits im Kindesalter im Human Arts Ensemble. In den 1990er Jahren arbeitete er unter anderem mit Surface, Meshell Ndegeocello, Maxwell und D’Angelo zusammen. Im Bereich des Jazz wirkte er mit Henry Threadgill und dessen Very Very Circus (1991–1994, zu hören auf Spirit of Nuff...Nuff), Greg Osby, Steve Coleman (1993–1998), Joe Zawinul, Marcus Miller, dem World Saxophone Quartet, Jacques Schwarz-Bart oder Dave Douglas. Auch trat er mit der Jazz/Rap-Band Opus Akoben ebenso auf wie mit den Screaming Headless Torsos. Seit 2000 legte er zwei Alben unter eigenem Namen vor. Gegenwärtig (2016) spielt er bei Rudresh Mahanthappa in dessen Neuauflage von Return of ‘Saturn Returns’.
Lake ist auch auf den Alben von Ronny Jordan, Axelle Red, Morley, Jason Miles, Eliane Elias, Scott Brown, DJ Logic, Chiara Civello, Elle Varner, Gloria Gaynor oder Cristina Zavalloni zu hören. Tom Lord listet ihn in seiner Diskographie bei 54 Aufnahmen im Bereich des Jazz zwischen 1972 und 2014.

## Diskographische Hinweise
- Cycles (2000, mit Scott Brown, Frederico Gonzales Pena, David Fiuczynski, Bryant McNeil, Oliver Lake, Andy Milne)[4]
- Here and Now (2010, mit Freedom Bremner, Stevie Wonder, David Sanborn)